# Esko Saira
Esko Saira (* 14. Juni 1938 in Lemi) ist ein finnischer Biathlet.
Saira gewann jeweils eine Silbermedaille mit der 4 × 7,5-km-Biathlonstaffel bei den Olympischen Winterspielen 1972 in Sapporo und den Olympischen Winterspielen 1976 in Innsbruck.
Bei den Biathlon-Weltmeisterschaften 1975 gewann er eine weitere Bronzemedaille im 20-km-Einzelrennen hinter Heikki Ikola und Nikolai Kruglow.

## Einzelbelege
1. ↑   "1972 Winter Olympics – Sapporo, Japan – Biathlon" (Memento des Originals vom 17. August 2007 im Internet Archive)  Info: Der Archivlink wurde automatisch eingesetzt und noch nicht geprüft. Bitte prüfe Original- und Archivlink gemäß Anleitung und entferne dann diesen Hinweis. – databaseOlympics.com (abgerufen am 25. April 2008)
2. ↑   "1976 Winter Olympics – Innsbruck, Austria – Biathlon" (Memento des Originals vom 7. April 2007 im Internet Archive)  Info: Der Archivlink wurde automatisch eingesetzt und noch nicht geprüft. Bitte prüfe Original- und Archivlink gemäß Anleitung und entferne dann diesen Hinweis. – databaseOlympics.com (abgerufen am 25. April 2008)

| Personendaten    | Personendaten       |
| ---------------- | ------------------- |
| NAME             | Saira, Esko         |
| KURZBESCHREIBUNG | finnischer Biathlet |
| GEBURTSDATUM     | 14. Juni 1938       |
| GEBURTSORT       | Lemi                |